# Eloismo
Secondo l’ipotesi documentale, l'Eloista (indicato anche con la sigla E) è uno dei quattro documenti principali che, secondo molti studiosi, costituiscono le fonti originarie del Pentateuco, insieme allo Jahvista (o Yahvista), al Deuteronomista e alla fonte Sacerdotale. Il nome “Eloista” deriva dall’uso ricorrente del termine Elohim per indicare il Dio d’Israele.
La fonte eloista si distingue, tra l’altro, per una concezione più astratta di Dio, l’uso del termine Oreb (anziché Sinai) per indicare il monte sul quale Mosè ricevette la legge, e la ricorrenza dell’espressione “timore di Dio”. I racconti delle origini vengono spesso collocati nel Regno del Nord, in particolare nella regione di Efraim, il che ha portato i sostenitori dell’ipotesi documentale a ritenere che la composizione dell’Eloista sia avvenuta proprio in quell’area, forse nella seconda metà del IX secolo a.C.
A causa della sua natura altamente frammentaria, molti studiosi oggi mettono in dubbio l’esistenza della fonte eloista come un documento indipendente e coerente. Secondo questa visione, il materiale eloista sarebbe costituito da frammenti di narrazioni più antiche che sono stati successivamente integrati nel documento jahvista.

## Etimologia
Il termine "Eloista" deriva dall'uso del nome divino "El", una radice semitica antichissima. "El" è attestato in numerose lingue semitiche, tra cui l'ebraico, l'aramaico, l'ugaritico e l'arabo. In ebraico, "El" è un sostantivo maschile che significa "Dio" o "divinità", ed è spesso utilizzato come elemento costitutivo di nomi teoforici, come "Israele" (Yisra'el), "Ezechiele" (Yezeikel) o "Gabriele" (Gavri'el).
Dal punto di vista linguistico, "El" è una radice biconsonantica che si ritiene derivi dalla radice proto-semitica *ʾil-, con il significato di "essere forte" o "essere in posizione di fronte", indicando una posizione di potere o autorità. Questa radice è alla base di termini che esprimono forza o superiorità, come "ayil" (ariete) e "elah" (terebinto), simboli di robustezza e stabilità.
La forma plurale "Elohim" è grammaticalmente un plurale maschile, ma viene comunemente interpretata come un plurale di maestà, utilizzato per enfatizzare la grandezza e la potenza di Dio. La sua etimologia è oggetto di dibattito tra gli studiosi: alcuni ritengono che "Elohim" derivi dalla forma estesa "Eloah", a sua volta derivata da "El", mentre altri suggeriscono che "Elohim" sia una forma plurale di "El" con l'aggiunta della radice "ʾlh", che significa "essere in posizione di fronte", connotando una posizione di autorità suprema.
Inoltre, "El" è presente in molti nomi propri biblici, che riflettono una connessione con il divino. Tra questi, si annoverano nomi come "Daniele" (Daniyel), "Michele" (Mikha'el), "Samuele" (Shmu'el) e "Emanuele" (Immanu'el), nei quali "El" appare come suffisso, indicando una relazione con Dio. Questi nomi teoforici sono comuni nelle tradizioni semitiche e testimoniano l'importanza attribuita al nome divino nella cultura e nella religione antiche.